# Baroque

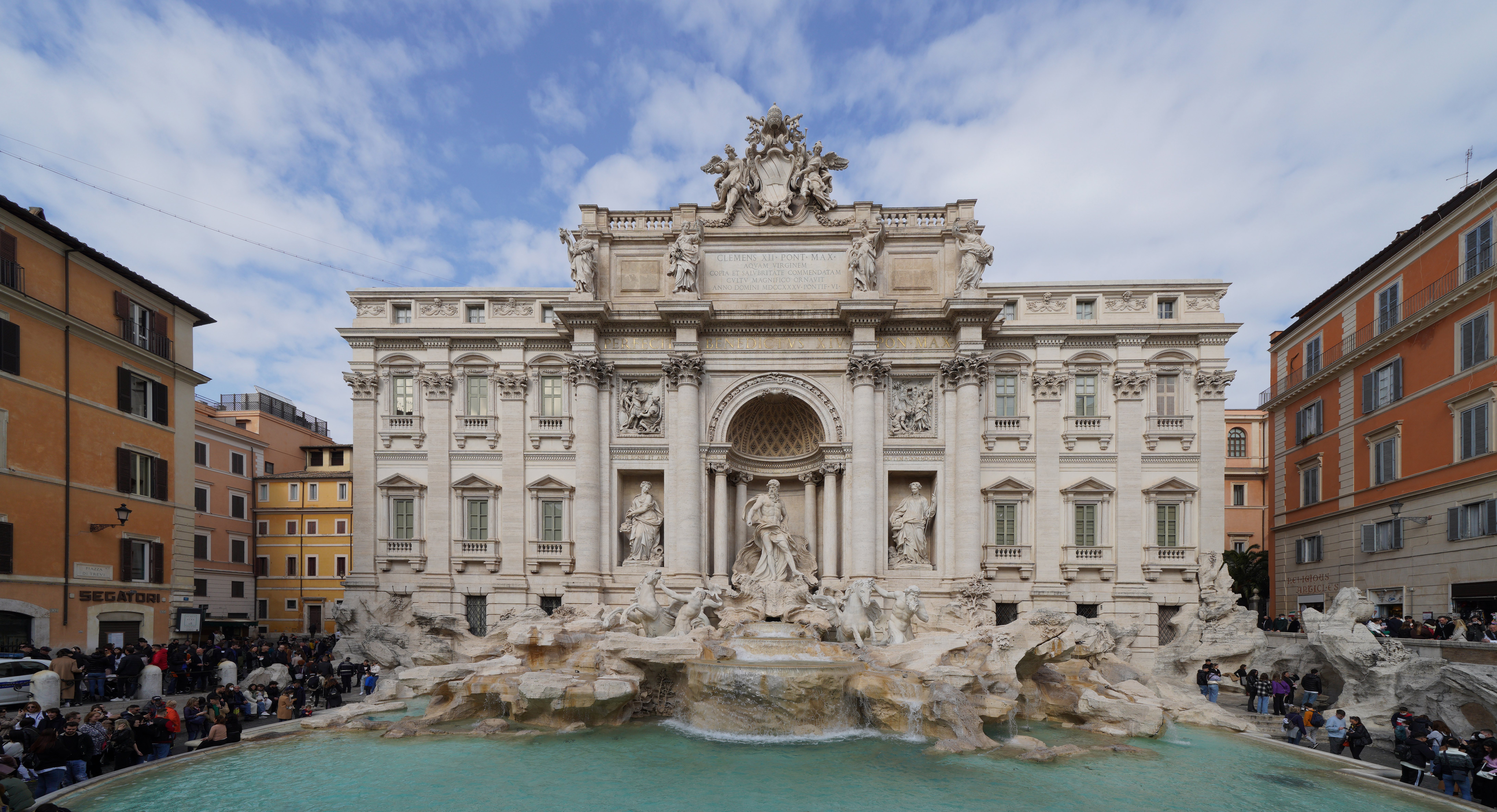
Đài phun nước Trevi tại Rome

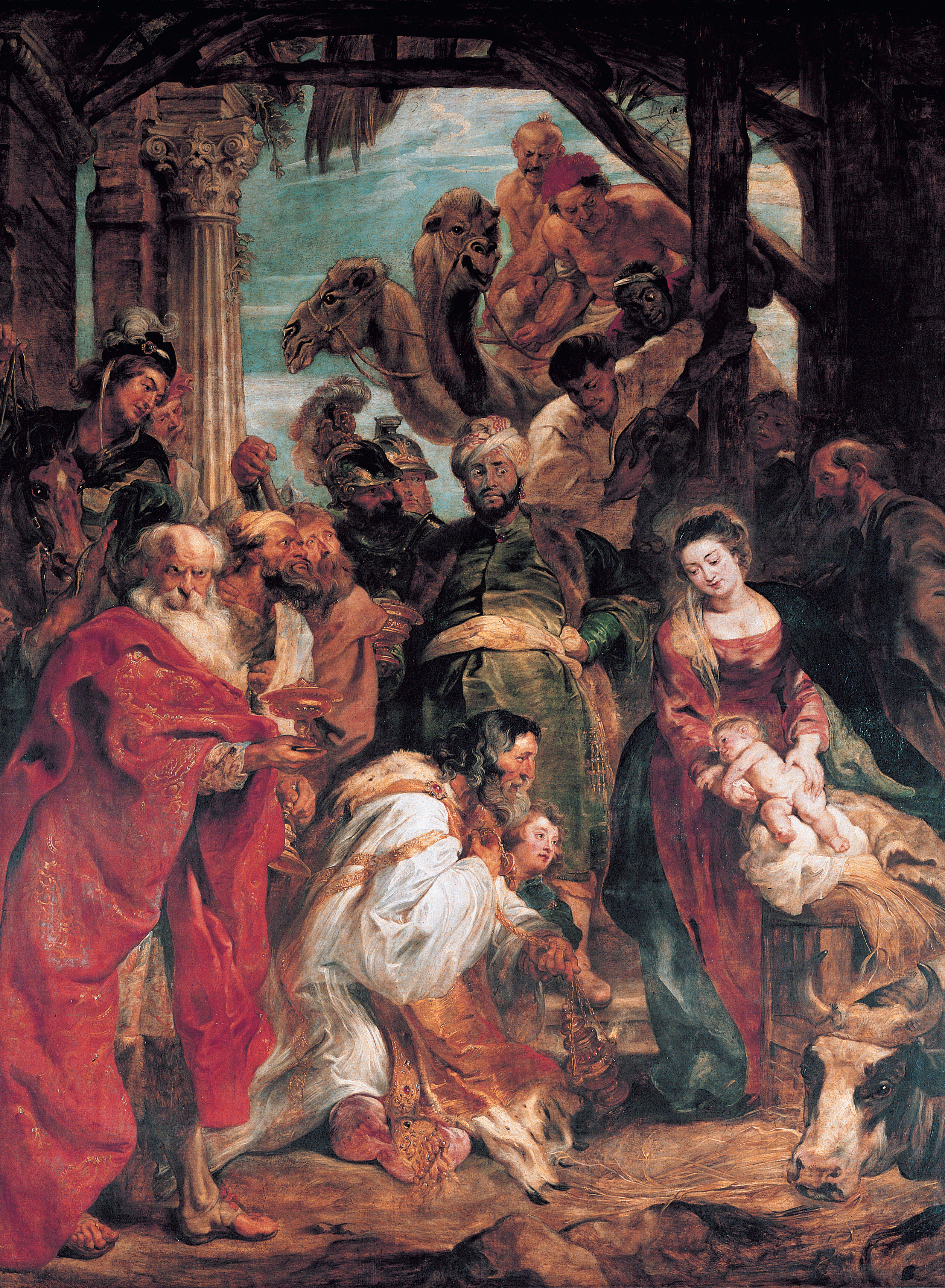
Sự chiêm bái của các vị vua, bởi Peter Paul Rubens.

Baroque là một phong cách nghệ thuật bắt nguồn từ Phục Hưng Ý, bắt đầu vào khoảng năm 1600 tại Rome và Ý, sau đó lan ra khắp châu Âu và cả những thuộc địa ở Tân thế giới cho tới cuối thế kỷ 18. Nghệ thuật Baroque được đánh dấu bằng cuộc cách mạng ở thế kỷ 17 và mở đầu cho thời kỳ Khai sáng. Baroque nảy nở và phát triển nhờ các nhân tố là nhà thờ, hoàng gia và tầng lớp thị dân.
Nghệ thuật baroque phát triển ở nhiều nơi thuộc châu Âu. Một trong những trung tâm lớn nhất là xứ Flandre, vùng đất ngày nay bao gồm Bỉ, Hà Lan và một phần nước Pháp. Rất nhiều họa sĩ baroque sinh sống ở xứ Flandre: Peter Paul Rubens, Rembrandt... Đây cũng là một thời kỳ hoàng kim của vùng đất này.
Phong cách baroque đặc trưng với "ánh sáng phóng đại, cảm xúc mãnh liệt, thoát khỏi sự kiềm chế, và thậm chí là một loại chủ nghĩa giật gân nghệ thuật". Nghệ thuật baroque không thực sự mô tả phong cách sống của người dân tại thời điểm đó; Tuy nhiên, "gắn bó chặt chẽ với Phong trào Phản Cải cách, phong cách này tái khẳng định và có phần cường điệu những chiều sâu cảm xúc của đức tin Công giáo và vinh danh cả nhà thờ và chế độ quân chủ" về quyền lực và ảnh hưởng của họ.
Nghệ thuật Baroque cũng không chỉ gói gọn trong hội họa. Nó phát triển cả trong điêu khắc, âm nhạc, kiến trúc, văn học..

## Đặc điểm chính

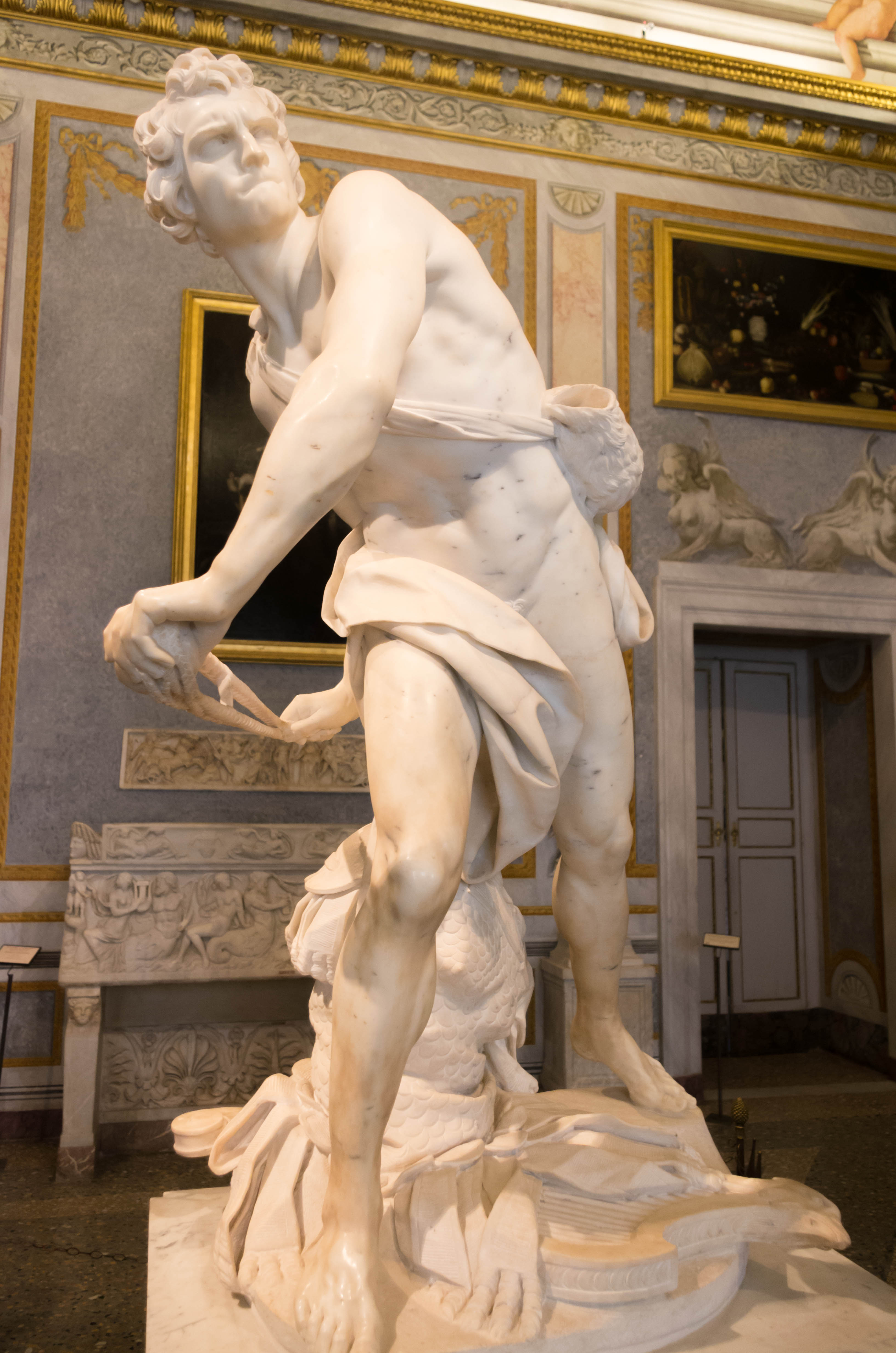
Tượng điêu khắc David của Gian Lorenzo Bernini năm 1624, trưng bày tại Galleria Borghese, Rome

Từ Baroque xuất phát từ một từ Bồ Đào Nha có nghĩa là một "viên ngọc trai không đều". Nghệ thuật thời Ba rốc quả thật có nét đặc trưng là những hình khối thật sự tương phản nhau, đối lập với nghệ thuật thời Phục hưng ca tụng sự giản dị và hài hòa. Trọn thế kỷ 17 là sự giằng co giữa những mặt đối lập không thể hòa giải. Chúng ta gặp lại sự ca ngợi cuộc sống như dưới thời Phục hưng, nhưng chúng ta cũng lại rơi vào thái cực khác với sự phủ định cuộc sống và chối từ thế giới. Dù trong nghệ thuật hay trong đời thực, cuộc sống đều bừng nở với vẻ tráng lệ chưa từng có, trong khi cùng lúc đó, các tu viên lại khuyên người ta tránh xa cuộc đời.
Một trong những khẩu hiệu của thời Ba rốc là thành ngữ La tinh carpe diem, có nghĩa là "Hãy nắm lấy ngày hôm nay". Còn một thành ngữ La tinh khác cũng hay được dùng: memento mori, có nghĩa là "Hãy nhớ rằng ai rồi cũng sẽ chết". Trong hội họa, điều đó càng rõ nét, bởi trong cùng một bức tranh có thể thấy cuộc sống tưng bừng trụy lạc hết sức với một bộ xương ở góc dưới cùng. Ở nhiều khía cạnh, phong cách Ba rốc có đặc trưng là tính phù hoa hoặc khoa trương. Nhưng song song với điều đó, nhiều người vẫn bị ám ảnh bởi điều ngược lại, là khía cạnh phù du của cuộc đời. Nghĩa là tất cả cái đẹp đang bao quanh chúng ta đã bị kết án phải tiêu vong một ngày nào đó.

### Hội họa Baroque
Hội họa thời kỳ Baroque bao gồm một loạt các phong cách, trong giai đoạn bắt đầu khoảng năm 1600 và tiếp tục trong suốt thế kỷ 17, vào đầu thế kỷ 18 được xác định hôm nay như là hội họa Baroque. Trong các biểu hiện điển hình nhất của nó, nghệ thuật Baroque được đặc trưng bởi sự ấn tượng và xúc cảm, màu sắc phong phú, sâu sắc, ánh sáng cường độ cao và bóng tối đậm. Các nghệ sĩ của Baroque đã chọn điểm ấn tượng nhất, thời điểm hành động đó xảy ra: Michelangelo trong thời cao điểm của Phục hưng đã tạc tượng David trước khi chiến đấu với Goliath; trong khi tượng David của Gian Lorenzo Bernini thời Baroque cho thấy lúc David đang ném đá vào người khổng lồ. Nghệ thuật baroque có ý nghĩa để gợi lên cảm xúc và niềm đam mê thay vì tính hợp lý yên tĩnh đã được đánh giá cao trong thời kỳ Phục Hưng.

Tranh từ thời kỳ Baroque
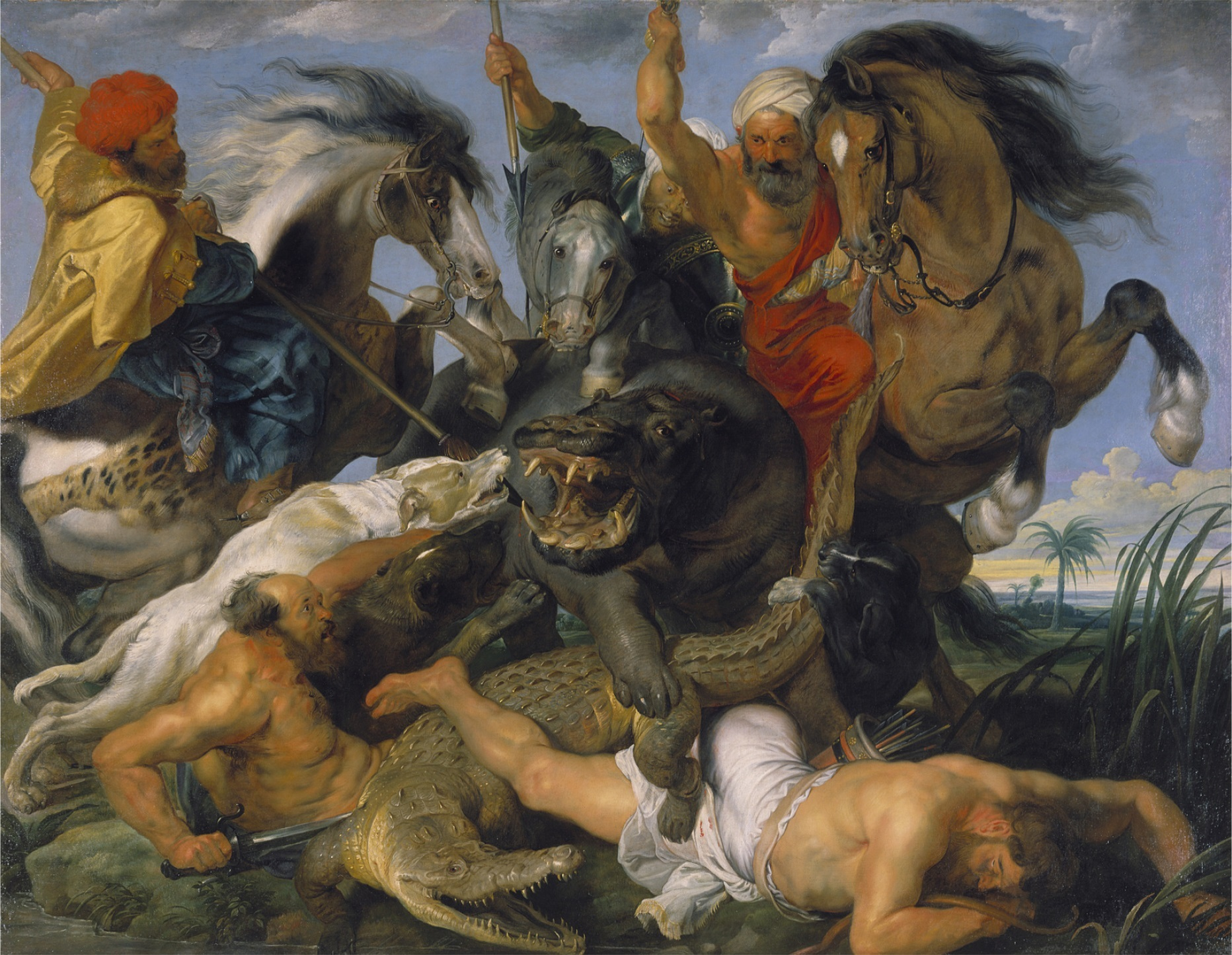
Peter Paul Rubens, Cuộc săn hà mã và cá sấu, khoảng năm 1615
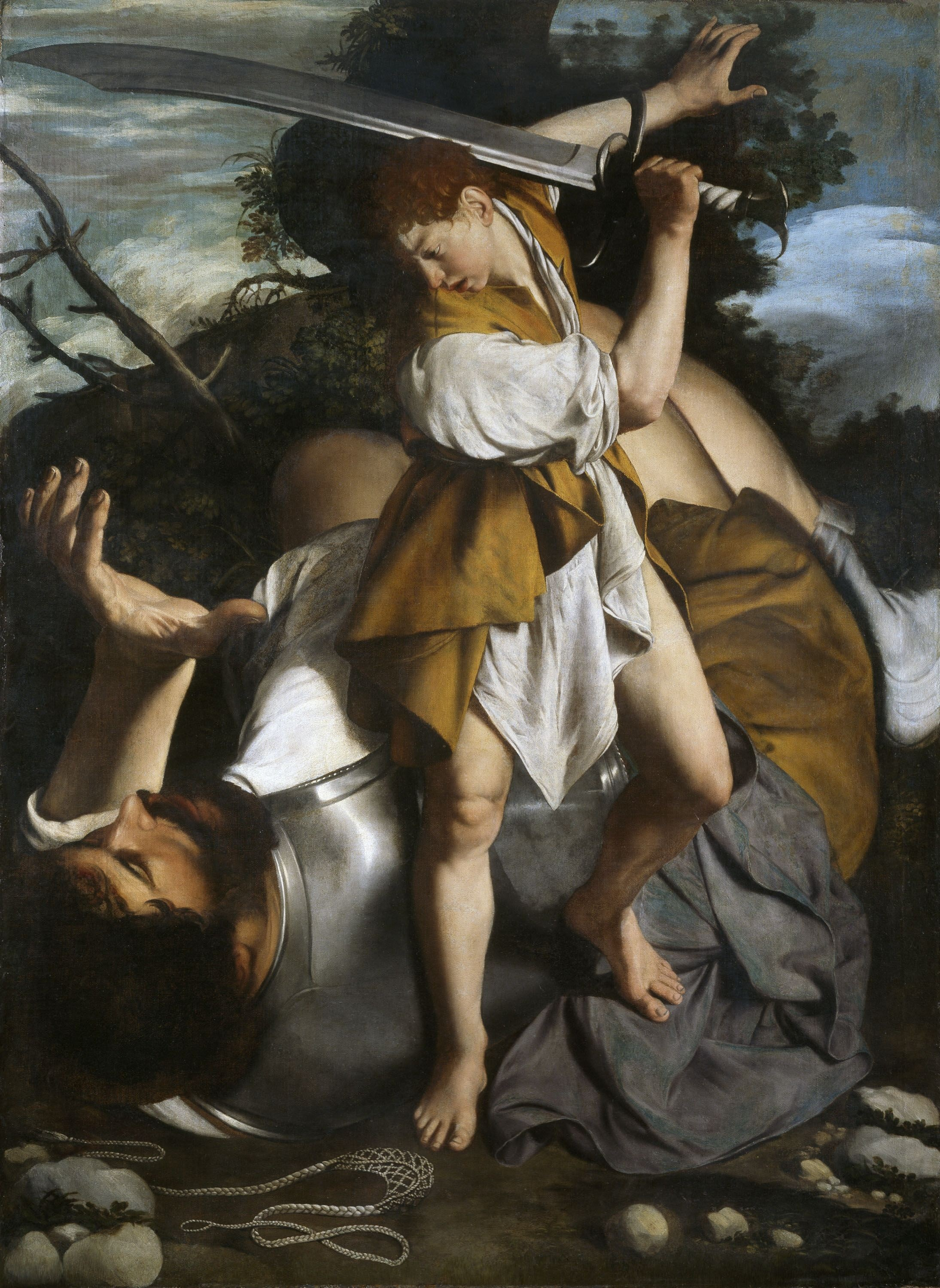
Orazio Gentileschi , David và Goliath, 1605-1607
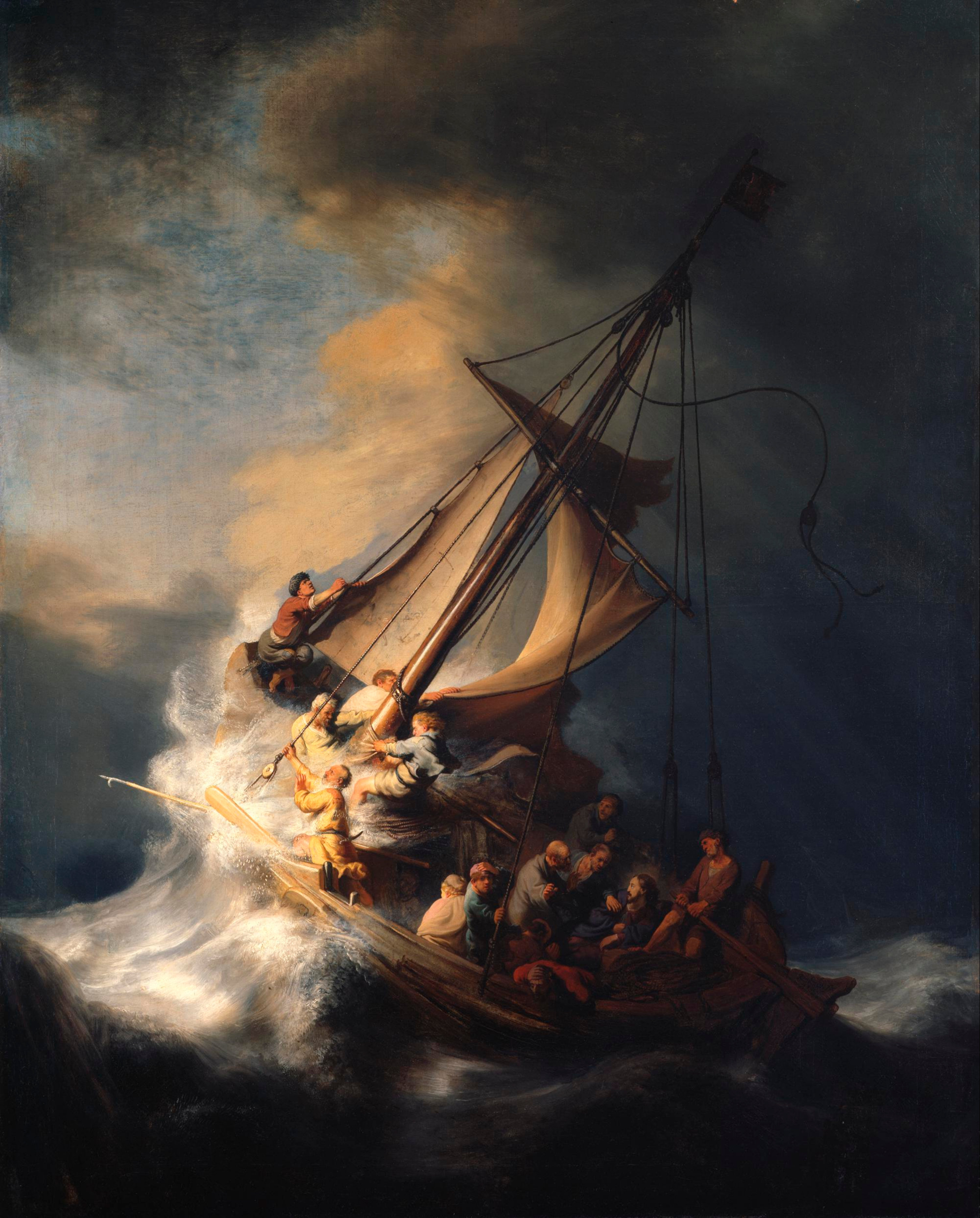
Rembrandt, Bão trên biển Galilee, 1633
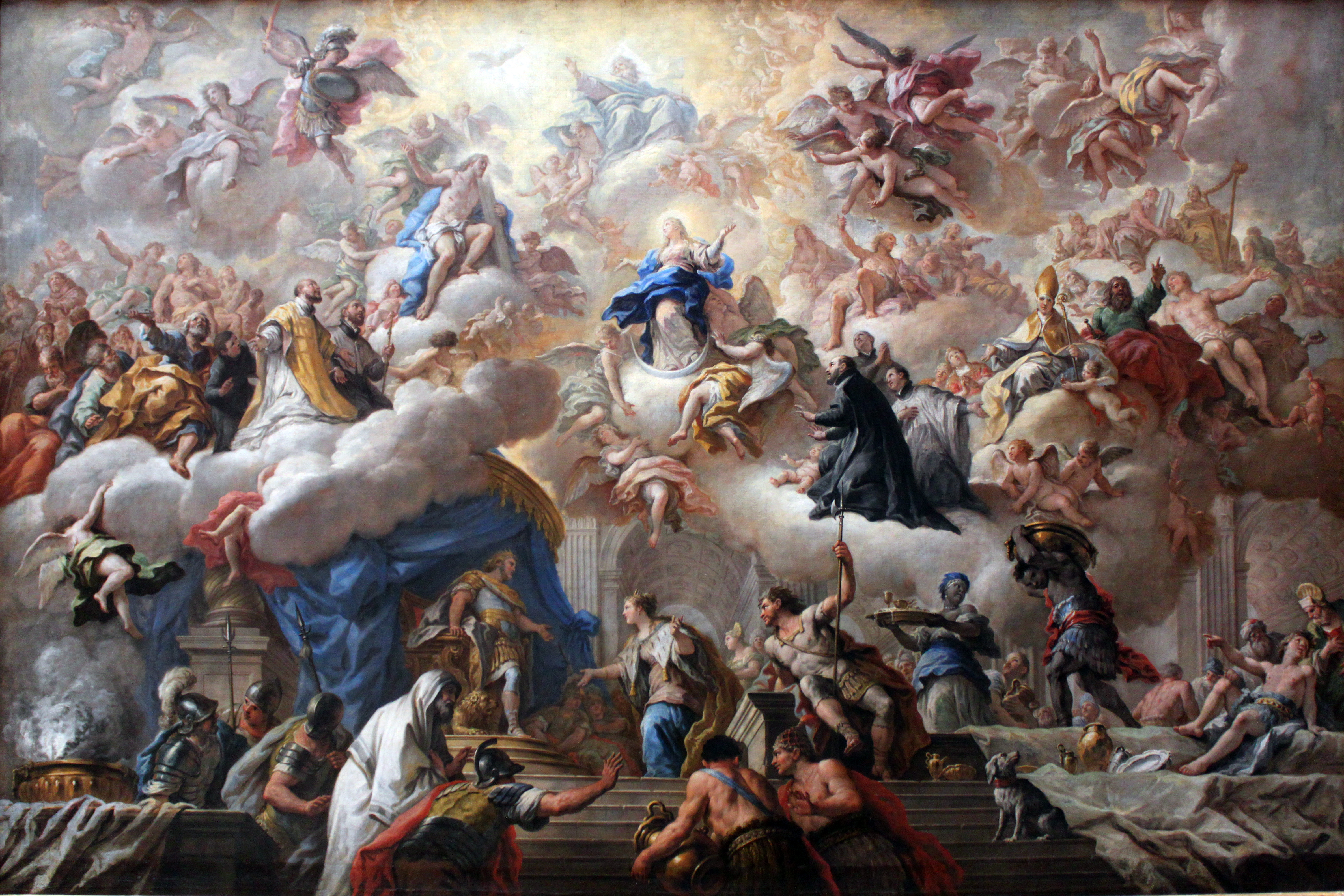
Paolo de Matteis, Chiến thắng của Đức Mẹ Vô Nhiễm Nguyên Tội, 1710-1715
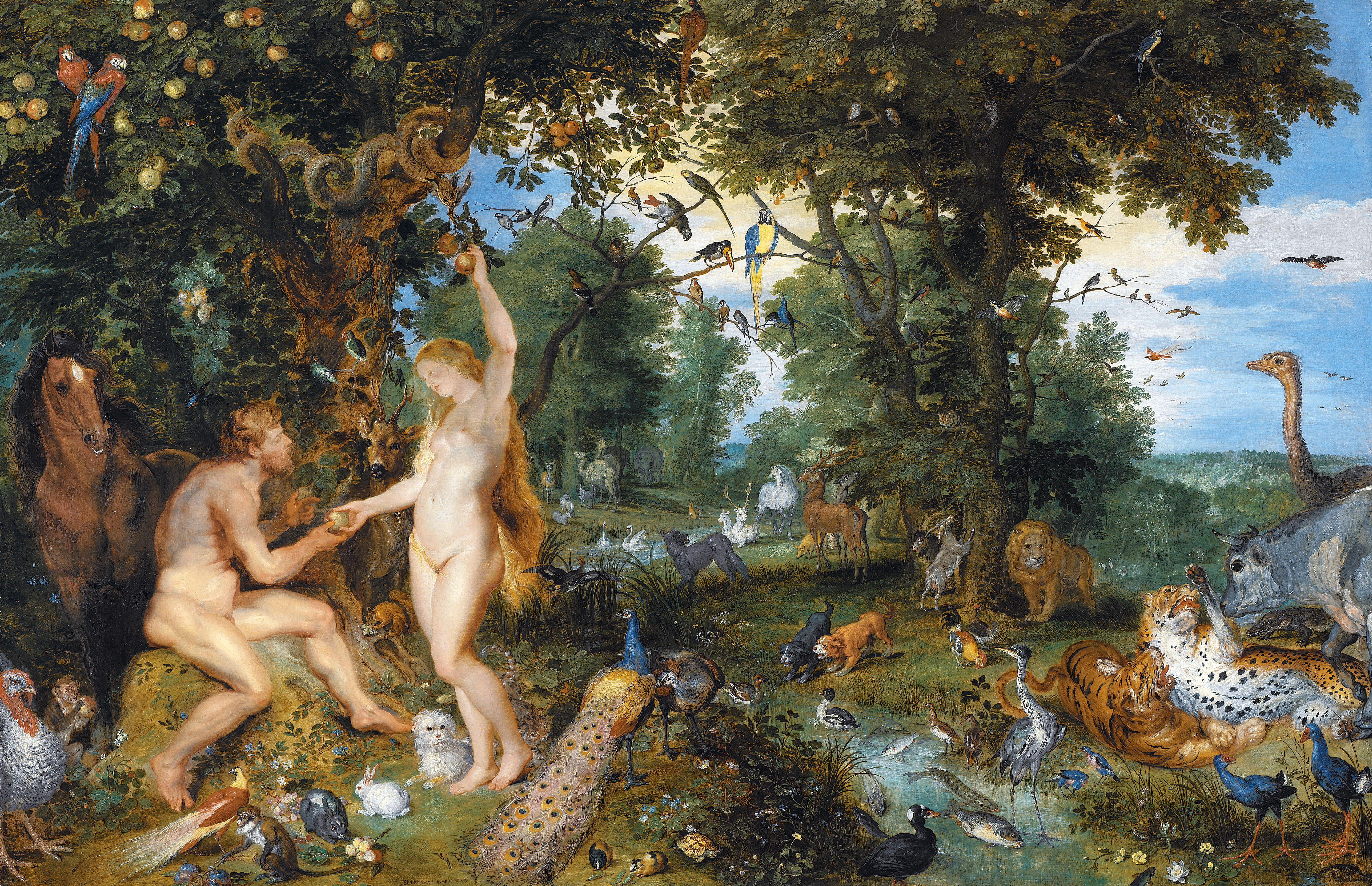
Jan Brueghel the Elder và Peter Paul Rubens, Vườn địa đàng với Adam và Eva, khoảng 1615
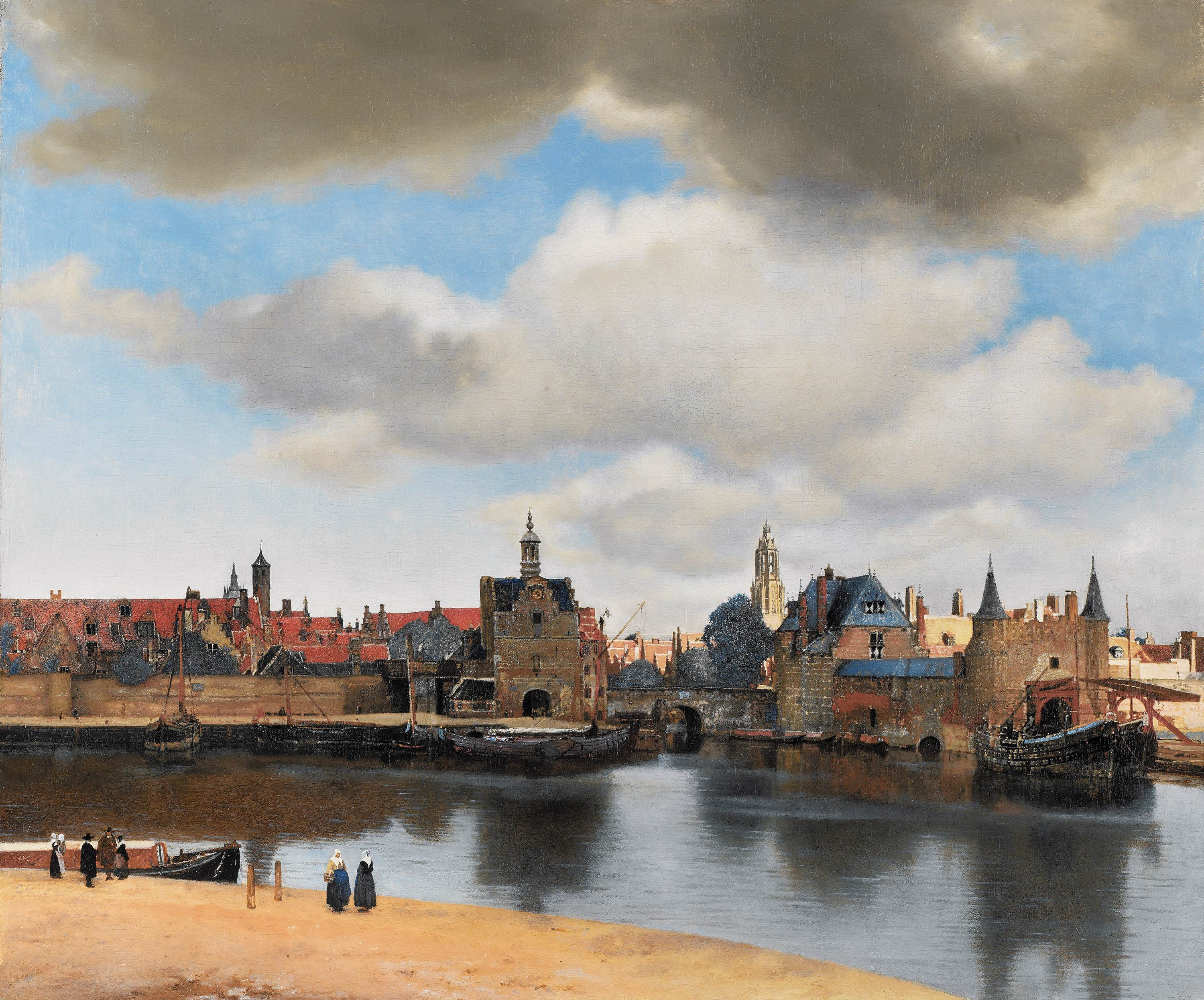
Johannes Vermeer, Phong cảnh Delft, 1660–1661
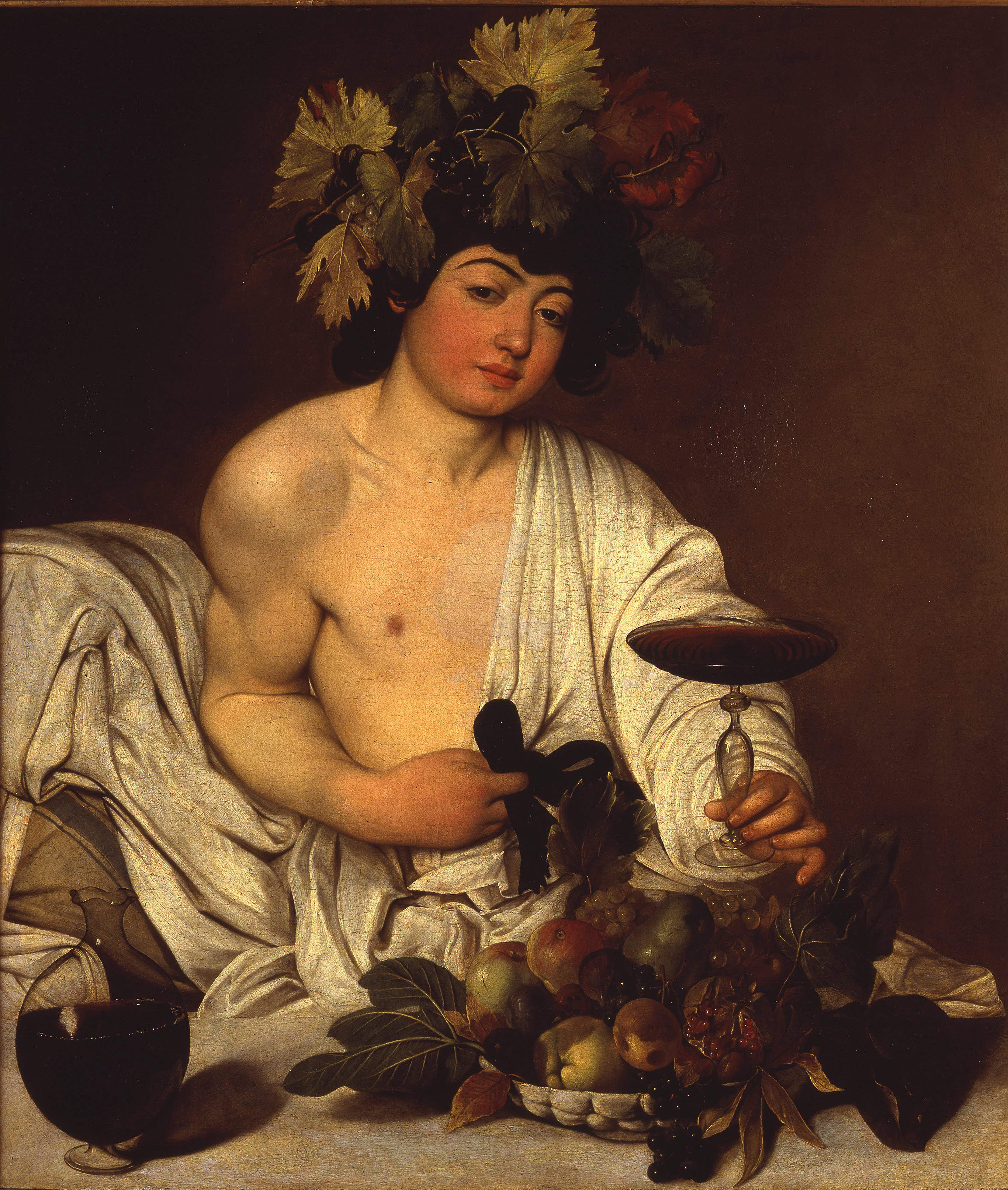
Michelangelo da Caravaggio, Thần Bacchus, khoảng năm 1596
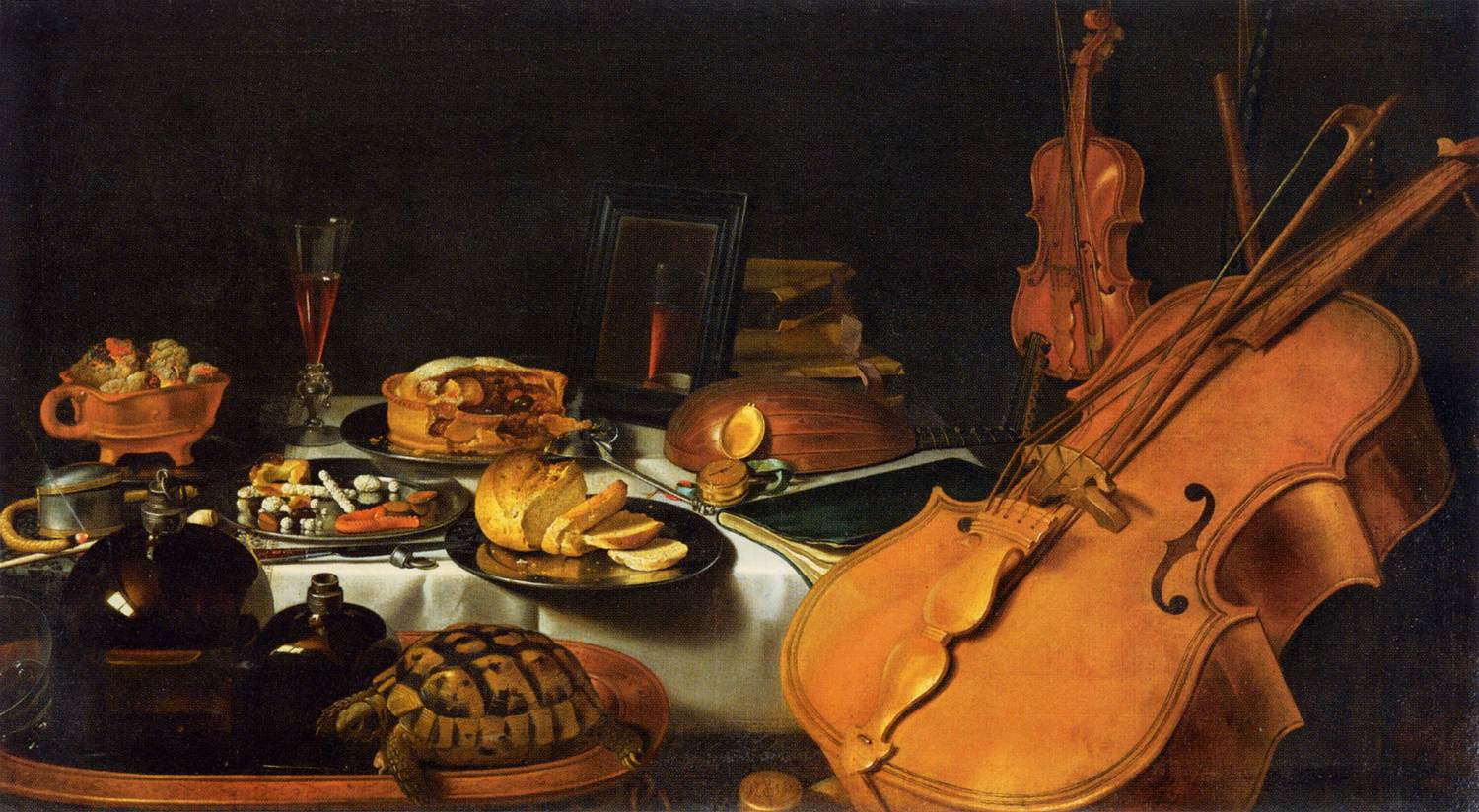
Pieter Claesz, Tĩnh vật với nhạc cụ, 1623

### Kiến trúc Baroque

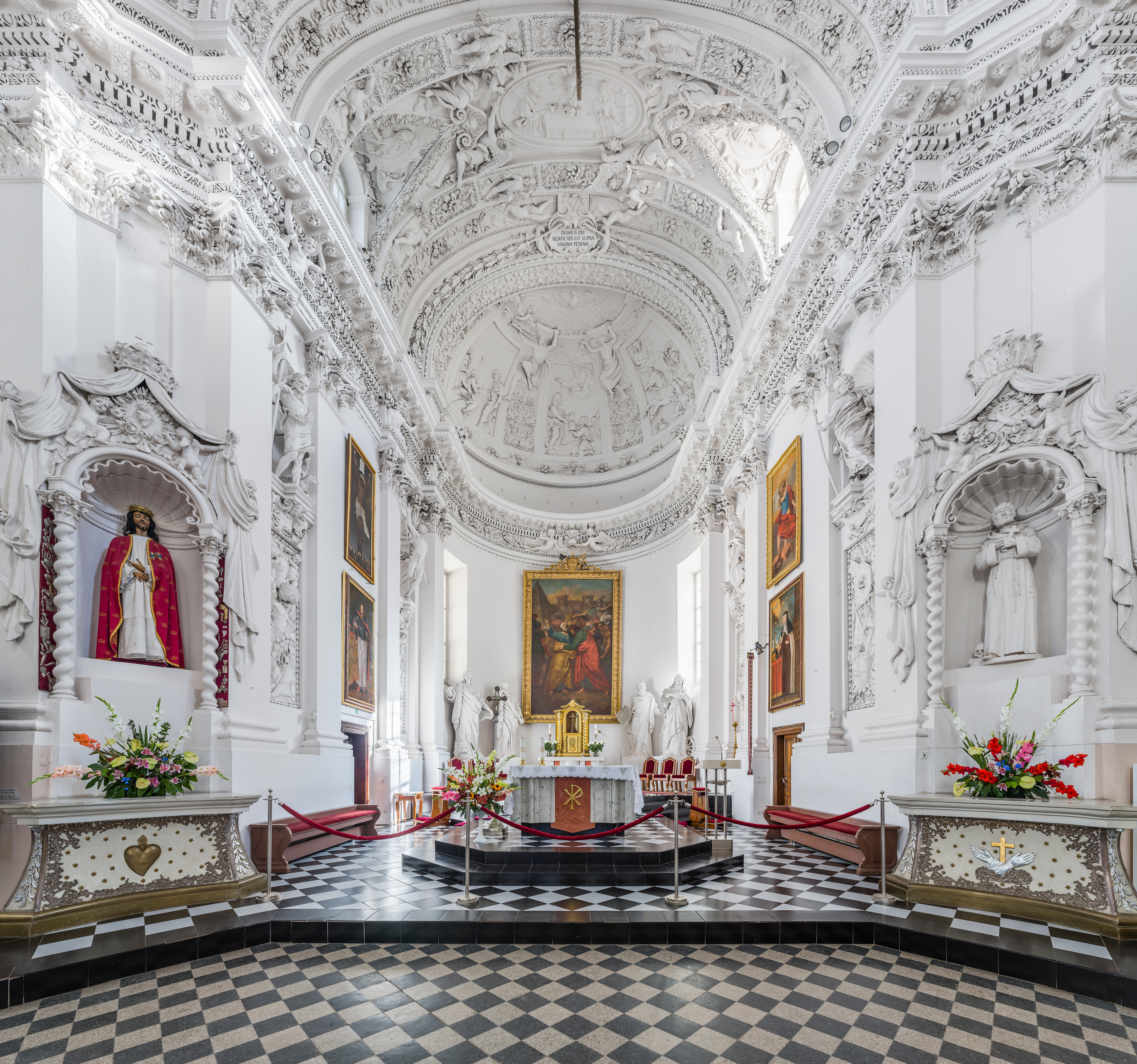
bên trong nhà thờ Thánh Phêrô và Sứ đồ Phaolô tại Vilnius, Lithuania

### Âm nhạc Baroque

#### Các nhạc sĩ viết nhạc Baroque
1. Johann Sebastian Bach
2. George Frideric Handel
3. Alessandro Scarlatti
4. Antonio Vivaldi
5. Georg Philipp Telemann
6. Jean-Baptiste Lully
7. Arcangelo Corelli
8. Claudio Monteverdi
9. Jean-Philippe Rameau
10. Henry Purcell